# Jean Pierre François Bonet
Jean Pierre François Bonet, Conde de Bonet, nació en la ciudad francesa de Alençon el 8 de agosto de 1768 y falleció en la misma ciudad el 23 de noviembre de 1857, con el grado de general de división del ejército francés.

## Biografía
Su vida militar comenzó como soldado del regimiento de Boulonnais, en el que estaría entre 1786 y 1791, periodo en el que también se produjo la Revolución Francesa. Pasaría por todos los grados, desde (sargento en un batallón de voluntarios de su departamento, hasta llegar a oficial en el Ejército el Norte) hasta ser nombrado General de Brigada.
Fue herido en 1793 en Hondschoote, lo que le costaría el ojo izquierdo. Junto al ejército de Sambre-et-Meuse y bajo las órdenes de Jean-Baptiste Jourdan, realizó las campañas de 1794 y 1795, destacándose en todos los combates en que tomó parte.
En 1794 fue ascendido a General volviendo a destacarse durante las campañas de Alemania y de Italia de 1796 a 1799. Su labor destacada en la batalla de Batalla de Hohenlinden le ganó la admiración del Primer Cónsul, lo que influiría para su ascenso al grado de general de división el 27 de agosto de 1803, momento en que pasó a dirigir la 26.ª división de infantería en Aquisgrán, y posteriormente durante la campaña de Brest en 1804, bajo las órdenes de Pierre François Charles Augereau.
Siguió un periodo de inactividad que duraría hasta finales de 1807. Fue vuelto a llamar al servicio activo en la campaña de Napoleón en España en 1808, luchando en los duros combates de Burgos y  Santander, donde fue nombrado Gobernador. También estuvo al mando de la 2.ª división del 2.º cuerpo del ejército.
Lucharía después contra Juan Díaz Porlier en Asturias en 1811.
El 22 de julio de 1812 sus tropas mandadas por el general Auguste Marmont sufrieron una gran derrota en la Batalla de los Arapiles (en Salamanca) frente a un conglomerado de fuerzas aliadas formado por españoles, ingleses y portugueses al mando del duque de Wellington.
Tras combatir en Alemania, el 20 de marzo de 1815 Napoleón le confía el mando del batallón de Dunkerque. Participó en la batalla de Waterloo, y después pasó a ser mariscal de Gouvion-Saint-Cyr. Tras mandar la 13.ª división militar a Renos volvería brevemente a la vida civil el 16 de febrero de 1820.
En 1831, el Rey Luis Felipe I de Francia le nombró comisario extraordinario de la 4.ª, 12.ª y 13.ª divisiones militares, y el 20 de abril le otorgó la Gran Cruz de la Legión de honor.
En 1832 combatió a los insurrectos del departamento francés de la Vandea. Ese mismo año es  presidente de la comisión especial que se enviará a África, de donde volvería al año siguiente con honores.
Se retiró definitivamente en 1848 y moriría nueve años más tarde en su ciudad natal. Su nombre figura en el Arco de Triunfo de París, lado meridional.
- Datos: Q3173984